# New Religion
«New Religion» —en español: «Nueva Religión»— es el noveno sencillo de Duran Duran, lanzado el 10 de mayo de 1982.

## La canción
La canción se describe en las notas de Río como "un diálogo entre el Ego y el Alter-ego", que se refleja en los versos finales, donde dos voces en conflicto cantan una encima de otra.
- Este sencillo tiene 3 versiones distintas:

- "New Religion" (5:32) - El sencillo original (1982).
- "New Religion (Carnival Remix)" (5:19) - El Remix de esta canción se encuentra en el álbum Carnival EP (1982).
- "New Religion (Night Version)" (5:14) - La Canción aparece en el álbum Night Versions (1998).

## Formatos y canciones
– Sencillo en 7": EMI
1. "The Reflex (Dance Mix)" – 4:25
2. "New Religion (Live in L.A.)" – 4:52

 – Sencillo en 7" Harvest / B-5195 
1. "New Religion" – 4:34
2. "Last Chance on the Stairway" – 3:59

- CD: Part of "Singles Box Set 1981-1985" boxset

1. "New Religion" – 4:20
2. "New Religion (Night Version)" – 4:54
3. "Last Chance on the Stairway" – 6:35

## Posicionamiento en listas
| Lista (1982)                       | Mejor posición |
| ---------------------------------- | -------------- |
| Reino Unido (UK Singles Chart)     | 41             |
| Estados Unidos (Billboard Hot 100) | 85             |
| Australia (ARIA Charts)            | 62             |
| Canadá (RPM Singles Chart)         | 56             |
| Francia (SNEP)                     | 78             |
| Irlanda (IRMA)                     | 69             |

## Otras apariciones
Álbumes:
- Río (1983)
- Carnival (1982)
- Arena (1984)
- Night Versions: The Essential Duran Duran (1998)
- Strange Behaviour (1998)
- Live from London (2006)
- The essential collection of Duran Duran (2007)

Videos:
- Dancing On The Valentine (1984)
- Greatest (1998)

## Personal
- Simon Le Bon - Voz
- Nick Rhodes - Teclados, sintetizadores
- John Taylor - Bajo
- Roger Taylor - Percusión
- Andy Taylor - Guitarra

Complementarios:
- Andy Hamilton - Saxo
- Colin Thurston - Productor